# 阮富德
阮富德（1924年11月13日—2017年12月9日），越南共和國律師和外交官，曾任越南共和國常駐聯合國觀察員、越南共和國外交部代理部長、阮文紹總統外交事務特別助理、越南共和國駐比利時及盧森堡大使和越南共和國駐歐洲經濟共同體使團團長。

## 生平
1924年11月13日，阮富德出生於越南北部的山西省。他的父親是阮慶得（Nguyễn Khánh Đắc），祖父是阮文曙（Nguyễn Văn Thự）。
2017年12月9日在法國巴黎去世。

## 榮譽
- 大綬景星勳章[8]

## 著作
- 《越南：為甚麼美國輸掉了這場戰爭》（Viet-Nam: Pourquoi les États-Unis ont-ils perdu la guerre?）[9]
- 《越南和平談判：西貢一側的歷史》（The Viet-Nam Peace Negotiations: Saigon's Side of the Story）[10]